# Parafia św. Maksymiliana Kolbego w Płocku-Ciechomicach
Parafia pw. Świętego Maksymiliana Kolbego w Płocku-Ciechomicach - rzymskokatolicka parafia należąca do dekanatu gąbińskiego, diecezji płockiej, metropolii warszawskiej.

## Historia parafii
Parafia powstała w XIV wieku, zniesiona w XVIII wieku, ponownie utworzona 9 stycznia 1983. Jej obecnym proboszczem jest ks. Leszek Franciszek Żuchowski.

## Miejsca święte

### Kościół parafialny
Kościół parafialny pw. św. Maksymiliana Kolbego wybudowany w latach 1981-1982, mieści się przy ulicy Ciechomickiej.